# Kayoman
Kayoman is een bestuurslaag in het regentschap Pasuruan van de provincie Oost-Java, Indonesië. Kayoman telt 1846 inwoners (volkstelling 2010).